# Наумовичи
Наумовичи (бел. Навумавічы) — деревня в Гродненском районе Гродненской области Белоруссии. Входит в состав Подлабенского сельсовета.
Население на 2009 год составляло 266 человек

## История
Деревня являлась поселением в составе Речи Посполитой до её разделов. После восстановления независимости Польши в 1918 году, она вошла в состав страны, и в межвоенный период и находилась под управлением Белостокского воеводства. По данным переписи 1921 года, в деревне проживало 369 человек. 97 % жителей деревни составляли поляки, а 1,6 % — белорусы.
Во время Второй мировой войны, после немецко-советского вторжения в Польшу в 1939 году, деревня была оккупирована Советским Союзом до 1941 года, а затем находилась под немецкой оккупацией до 1944 года. Нацистами в этом месте было убито около 3000 человек, среди которых была Марианна Бернацкая, причисленная к числу 108 блаженных польских мучеников Второй мировой войны, и Ян Кохановский — создатель Гродненского зоопарка.